# چرهاتهالاپ
چرهاتهالاپ (به مجاری:  Cserháthaláp) یک منطقهٔ مسکونی در مجارستان است که در نوگراد واقع شده‌است. چرهاتهالاپ ۳۹۸ نفر جمعیت دارد.